# 에스타디오 엘리오도로 로드리게스 로페스
엘리오도로 로드리게스 로페스 경기장(스페인어: Estadio Heliodoro Rodriguez Lopez)은 테네리페 경기장(스페인어: Estadio de Tenerife)으로도 알려진 스페인 카나리아 제도 테네리페의 산타 크루스 데 테네리페의 축구 경기장이다. 이 구장은 테네리페의 안방 구장이다. 22,824명을 수용할 수 있는 이 구장은 스페인에서 27번째로 큰 구장이며, 카나리아 제도에서 2번째로 큰 구장이다. 잔디 구장의 크기는 107m x 70m로 카나리아 제도의 구장들 중에서 가장 큰 잔디 구장이다.

## 역사
경기장은 1925년 7월 25일 테네리파와 라스 팔마스의 마리노 간 경기로 개장했다.
경기장을 설계한 건축가는 호세 엔리케 마레로 레갈라도와 카를로스 슈와르츠였다. 잔디 구장의 규모는 107m x 70m이며, 22,948명의 관중을 수용할 수 있어, 카나리아 제도에서 잔디 구장이 가장 크다. 경기장 개장 당시 명칭은 "경기장"이었지만, 1950년에 현재의 명칭으로 개장되었다.
경기장은 1949년과 2000년에 두 차례 보수했는데, 미니 에스타디와 라 봄보네라를 본땄다. 1990년대 초반에는 스페인 국가대표팀 경기를 주최하기도 했다.

## 국제 경기

### 스페인 국가대표팀 경기
| 날짜             | 상대       | 점수 | 대회                 |
| ---------------- | ---------- | ---- | -------------------- |
| 1989년 12월 13일 | 스위스     | 2–1  | 친선경기             |
| 1994년 2월 9일   | 폴란드     | 1–1  | 친선경기             |
| 1996년 11월 13일 | 슬로바키아 | 4–1  | 1998년 월드컵 예선전 |

## 같이 보기
- 테네리페 체육단